# Agathia gigantea
Agathia gigantea är en fjärilsart som beskrevs av Butler 1880. Agathia gigantea ingår i släktet Agathia och familjen mätare. Inga underarter finns listade i Catalogue of Life.